# Barbadische Beachhandball-Nationalmannschaft der Frauen
Die barbadische Beachhandball-Nationalmannschaft der Frauen repräsentiert den barbadischen Handball-Verband als Auswahlmannschaft auf internationaler Ebene bei Länderspielen im Beachhandball gegen Mannschaften anderer nationaler Verbände.
Eine als Unterbau fungierende Nationalmannschaft der Juniorinnen wurde bislang nicht gegründet. Das männliche Pendant ist die Barbadische Beachhandball-Nationalmannschaft der Männer.

## Geschichte
Es dauerte vergleichsweise lange, bis auf Barbados eine Beachhandball-Nationalmannschaft gegründet wurde. Handball ist in dem kleinen Land kaum bekannt, doch wenn es gespielt wird, ist mittlerweile zumeist Beachhandball die Form der Wahl. Nachdem sich auf Druck der Internationalen Handballföderation (IHF) im April 2019 die Pan-American Team Handball Federation (PATHF) auflöste und in den beiden Nachfolgeorganisationen Handballkonföderation Nordamerikas und der Karibik (NACHC beziehungsweise NORCA) und Süd- und mittelamerikanische Handballkonföderation (SCAHC beziehungsweise COSCABAL) aufging, nahm die Zahl der Teilnehmer aus der Karibik an den nun neu geschaffenen kontinentalen Meisterschaften, den Nordamerika- und Karibikmeisterschaften, stark zu. An den bis 2018 Pan-Amerikanischen Meisterschaften ausgetragenen Meisterschaften nahmen nur jeweils einmal Trinidad und Tobago sowie die Dominikanische Republik teil. Somit debütierte 2019 auch Barbados auf internationaler Ebene. Bei der ersten Teilnahme verpasste die Mannschaft jedoch die Halbfinals.

## Teilnahmen
| World Games - 2001: keine Teilnahme - 2005: keine Teilnahme - 2009: nicht qualifiziert - 2013: nicht qualifiziert - 2017: nicht qualifiziert - 2022: nicht qualifiziert World Beach Games - 2019: nicht qualifiziert - 2023: | Weltmeisterschaften - 2001: abgesagt - 2004: nicht qualifiziert - 2006: nicht qualifiziert - 2008: nicht qualifiziert - 2010: nicht qualifiziert - 2012: nicht qualifiziert - 2014: nicht qualifiziert - 2016: nicht qualifiziert - 2018: nicht qualifiziert - 2020: qualifiziert, abgesagt - 2022: nicht qualifiziert | Pan-Amerikanische Meisterschaften - 2004: keine Teilnahme - 2008: keine Teilnahme - 2012: keine Teilnahme - 2014: keine Teilnahme - 2016: keine Teilnahme - 2018: keine Teilnahme Nordamerika- und Karibikmeisterschaften - 2019: teilgenommen - 2022: keine Teilnahme Beachgames Zentralamerikas und der Karibik - 2022: nicht qualifiziert |